# Cryptolepis
Cryptolepis là chi thực vật có hoa trong họ Apocynaceae.

## Hình ảnh

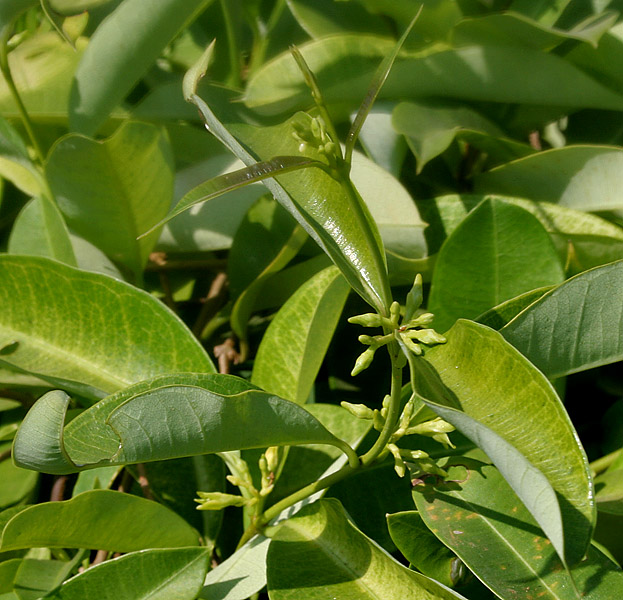